# Rhips paraornata
Rhips paraornata is een rondwormensoort uit de familie van de Chromadoridae. De wetenschappelijke naam van de soort is voor het eerst geldig gepubliceerd in 1982 door Platt & Zhang.